# Vale Verde
Vale Verde là một đô thị thuộc bang Rio Grande do Sul, Brasil. Đô thị này có diện tích 329,401 km², dân số năm 2007 là 3237 người, mật độ 9,83 người/km².